# Anticlea vaginata
Anticlea vaginata là một loài thực vật có hoa trong họ Melanthiaceae. Loài này được Rydb. miêu tả khoa học đầu tiên năm 1912.